# BRAVA!!
『BRAVA!!』（ブラーバ）は、2013年6月28日にSweet lightより発売された18禁のパソコンゲーム（アダルトゲーム）ソフトである。

## あらすじ
主人公は亡き祖父から劇場を受け継いだ。だが、劇場は空席だらけで、風前のともしびだった。それでも主人公は劇団員を集めようと声をかけた。彼のもとに集ったのは、様々な事情を抱えた個性的な少女たちだった。

## 登場人物
雪乃 宙斗
主人公。
花瀬 あおい（はなせ あおい）
声 - 水崎来夢
かつて国民的人気を誇った子役で、女優としての返り咲きを狙う少女。
星架 ナナミ（せいか ナナミ）
声 - 奏雨
ロシア人とのクォーターの少女で、おかしな日本語とぽっちゃりとした体格が特徴。演劇への愛は人一倍。
月舘 日向（つきだて ひなた）
声 - 百瀬ぽこ
声優志望の少女。ネットやゲームが大好きで、会話にもそれが現れている。
雪乃 みなも（ゆきの みなも）
声 - 美月
宙斗の妹。
雪乃 しずく（ゆきの しずく）
声 - 榊原ゆい
宙斗の姉。

## スタッフ
- 原画 - AKINOKO.
- SD原画 - さるか
- シナリオ - 太田憂、吉藤誉将
- 音楽 - 樋口秀樹

## 主題歌
主題歌「ジュリエットの魔法 -La magia di Juliette-」
作詞 - Ayumi. / 作曲 - 樋口秀樹 / 歌 - カナリア
エンディングテーマ「あなたはロミオ -Ma perche' sei tu Romeo-」
作詞 - Ayumi. / 作曲 - 樋口秀樹 / 歌 - カナリア
挿入歌「月薔薇のお姫さま」
歌 - 花瀬あおい（水崎来夢）
挿入歌「湖の王子さま」
歌 - 星架ナナミ（奏雨）
挿入歌「まほろばの乙女」
歌 - 月舘日向（百瀬ぽこ）